# Copa del Rey
Campeonato de España – Copa de Su Majestad el Rey, splošno znano kot Copa del Rey ali preprosto La Copa in prej znano kot Copa del Generalísimo (1939–76), je vsakoletno nogometno izločilno tekmovanje v španskem nogometu, ki ga organizira Kraljevska španska nogometna zveza. Tekmovanje je bilo ustanovljeno leta 1903, s čimer je postalo najstarejše špansko nogometno tekmovanje. Velja za enega najprestižnejših državnih pokalov na svetu. Zmagovalci Copa del Rey se uvrstijo v evropsko ligo UEFA naslednje sezone. Če so se že uvrstili v Evropo po položaju v ligi, potem mesto v ligi Europa dobi najvišje uvrščeno moštvo v ligi, ki se še ni uvrstilo (do leta 2014 je bilo to mesto dodeljeno podprvakom Cope, razen če tudi oni se je že kvalificiral prek lige). Barcelona je najuspešnejši klub na tekmovanju, saj je v finalu leta 2018 na stadionu Metropolitano proti Sevilli osvojila četrti zaporedni in 30. skupni naslov. Athletic Bilbao ima drugi največji naslov, saj jih je 23. Real Madrid je tretji z 19. Trenutni nosilec naslova je Valencia, ki je v finalu leta 2019 v Estadio Benito Villamarín v Sevilli premagala Barcelono in osvojila osmi naslov.
Najboljši strelci tega tekmovanja so slednji: Telmo Zarra (81 golov), Josep Samitier (69 golov), Guillermo Gorostiza (64 golov), Edmundo Suarez (55 golov), Lionel Messi (53 golov).
V celotni zgodovini tekmovanja je bilo 12 dejanskih pokalov, ki so bili klubom trajno podeljeni za zmago na tekmovanju bodisi trikrat zaporedoma bodisi petkrat ločeno in iz drugih posebnih razlogov. Tako je bilo pet trofej trajno podeljenih Barceloni, tri Athletic Bilbau in ena Real Madridu (zadnja Copa de la República leta 1936). Athletic je prvi pokal obdržal kot uvodni zmagovalec, Sevilla je po prvi izdaji leta 1939 prejela Trofeo del Generalísimo, Atlético Madrid, zmagovalci prejšnje leto, pa 11. pokal po smrti Francisca Franca leta 1976.
22. decembra 2010 je Sevilla na izredni skupščini kraljeve španske nogometne zveze od federacije zahtevala dovoljenje, da obdrži pokal, ki so ga osvojili v finalu leta 2010 v spomin na zmago španske reprezentance na svetovnem prvenstvu v nogometu 2010 v Južni Afriki. 
Nov pokal je izdelal madridski draguljar Federico Alegre. Pokal iz srebra tehta 15 kg (33 lb) in je visok 75 cm (30 in). 21. aprila 2011 je Real Madrid prvi prejel pokal. Med praznovanjem po tekmi je pokal ponesreči igralec Real Madrida Sergio Ramos nehotno spustil z vrha dvonadstropnega avtobusa, ki ga je nato povozil. Deset kosov so javni uslužbenci našli, ko so jih našli na tleh na trgu Plaza de Cibeles. Klub je prejel kopijo, ki je razstavljena v Santiagu Bernabéu.